# Ophioglossum fernandezianum
Ophioglossum fernandezianum là một loài dương xỉ trong họ Ophioglossaceae. Loài này được C. Chr. mô tả khoa học đầu tiên.